# Комбат 18
Комбат 18 (на английски: Combat 18 или C18) е нацистка терористична организация, формирана през 1992 г. в Обединеното кралство, която днес има клонове в множество страни на Европа. Комбат 18 има репутация като организация на насилствен терор и краен радикализъм.

## Символ
18 е число, използвано често от неонацистки банди. То символизира AH – Adolf Hitler (Адолф Хитлер), А като първа буква в английската азбука и съответно H като осма.

## История
C18 е основана през началото на 1992 година от Чарли Сърджент, който по това време подкрепя Британската национална партия (British National Party). C18 скоро привлича националното внимание чрез заплахи срещу имигранти, членове на етнически малцинства и ляво ориентирани фракции. През 1992 г. започва издаването на списанието Редуоч (Redwatch magazine), което съдържа снимки, имена и адреси на политически опоненти. C18 е открита нео-нацистка група, която се свързва с насилие и враждебност към управляващите политици и затова през 1993 г. се отцепва от БНП.
Combat 18 (C18) е създадена във Великобритания, но днес съществува в много други страни като Белгия, Холандия, Германия, Северна Ирландия, Шотландия, скандинавските страни и страните от Източна Европа (в частност Русия, Украйна, Сърбия и България). Членове на C18 са заподозрени за множество смъртни случаи на имигранти и хора от малцинствата, както и бомбени атентати, базирани на расова основа.
Между 1998 – 2000 г. много от членовете на C18 във Великобритания са арестувани по време на полицейски акции. Тези акции са част от операция, проведена от Скотланд Ярд в съвместност с МИ5. Арестувани са Стив Саргент (брат на Чарли Саргент), Дейвид Маят и двама британски войници – Дарън Терон (парашутист) и Карл Уилсън. Ейдриън Марсден, чиято къща е обискирана, по-късно става консул на Британската национална партия. Някои от арестуваните са изпратени в затвор – Андрю Фрайн (7 години), Джейсън Маринер (6 години).
Някои журналисти вярват, че „Белите вълци“ са част от групата C18 и се смята, че тази група е събрана от Дел О’конър – бивш втори в команда на C18 и член на Screwdriver Security. Според документите, издадени от „Белите вълци", основател е Дейвид Маят. Има слухове че идеите на Маят насърчават атентатора Дейвид Коупланд, който е в затвора с доживотна присъда, след като е обявен за виновен за серия бомбардировки през април 1999 г. Вследствие на бомбените атентати, причинени от Коупланд, загиват трима души, а много други биват ранени.
През 2002 година група, наричаща себе си Расов доброволен отряд (Racial Volunteer Force), се отделя от C18, въпреки че запазва връзка с организацията. На 28 октомври 2003 година немската полиция предприема акция, обискирайки 50 имота в Киел и Фленсбърг, които се смята, че са свързани с C18. Източници посочват, че съществуват подразделения на C18 в Илинойс, Флорида и Тексас. На 6 септември 2006 г. белгийската полиция арестува 20 члена на C18 Flanders. Четиринадесет от тях са войници в белгийската армия.
Расистките атаки срещу емигранти, организирани от С18, продължават и до днес. Оръжия, амуниции и експлозиви са конфискувани от полицията както във Великобритания, така и във всяка страна, в която С18 има подразделение.